# Eckersweiler
Eckersweiler település Németországban, Rajna-vidék-Pfalz tartományban. Lakosainak száma 178 fő (2023. december 31.).

## Népesség
A település népességének változása:
| Lakosok száma | 168  | 169  | 164  | 171  | 178  | 178  |
|               | 1975 | 2017 | 2019 | 2021 | 2022 | 2023 |